# Adam Schöttl
Adam Schöttl (auch Schedl; * 27. Juni 1658 in Fall; † 13. Februar 1727 in Höhenkirchen) ist auch als der „Jäger-Adam“ bekannt und spielte als Anführer der Gebirgsschützen des oberen Isartals eine nicht unwesentliche Rolle in der Geschichte der Sendlinger Mordweihnacht.

## Leben

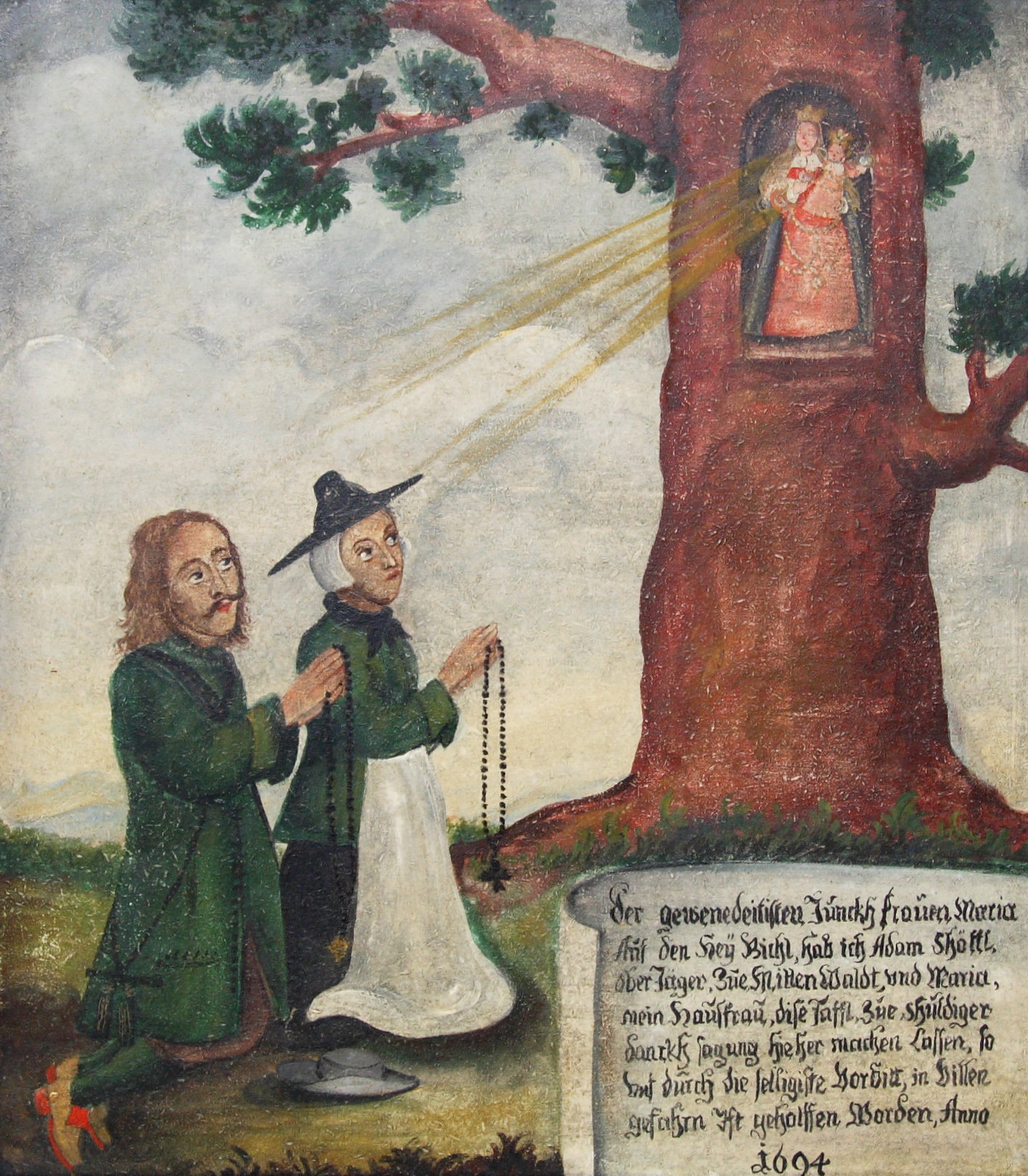
Votivtafel in der Heuwinklkapelle mit der Darstellung Schöttls und seiner Frau Maria

Adam Schöttl heiratete am 12. Oktober 1677 bei Maria Goldhofer in Iffeldorf ein und wurde dadurch Hausherr beim Bruckjäger, was ihm den Namen „Jägeradam von Iffeldorf“ einbrachte. Sie bekamen fünf Kinder. Als sein Stiefsohn Georg Goldhofer 1694 heiratete, erhielt dieser das Bruckjägeranwesen und Schöttl ging mit seiner Familie nach Mittenwald, wo er Oberjäger wurde.
In seiner Zeit in Mittenwald errichtete er ein Wetterkreuz auf der Westlichen Karwendelspitze.
Im Spanischen Erbfolgekrieg suchte die bayerische Heeresführung – die sich nach Mittenwald zurückgezogen hatte – während sie auf die französischen Truppen warteten einen ortskundigen Kundschafter. Die Wahl fiel auf den Oberjäger, der sich aber erst auf Druck seiner Vorgesetzten hin einverstanden erklärte, die Österreicher auszuspionieren. Als die französischen Truppen aber nicht erscheinen, rückte das bayerische Heer ab und die österreichischen Streitkräfte zogen in Mittenwald ein. Schöttl floh mit seiner Familie und zog sich in die Berge in der Gegend von Fall zurück.
Nachdem das bayerisch-französische Heer 1704 bei Höchstädt geschlagen worden war, besetzten österreichische Truppen Bayern. Aufgrund der hohen Steuern und Abgaben an die Österreicher vergrößerte sich der Widerstand in der bäuerlichen Bevölkerung und es reifte der Plan München, und somit ganz Bayern, von den Besatzern zu befreien. Adam Schöttl spielte hierbei ein maßgebliche Rolle: Er mobilisierte vor allem die Valleyer, die Lenggrieser und die Benediktbeurer für den geplanten Aufstand. Schöttl war einer der leitenden Führer dieser Volkserhebung. Geplant war, dass sich die Bevölkerung aus dem Oberland in der Christnacht 1705 während der Zeit der Mette vor den Münchner Stadttoren treffen. Einige eingeweihte Münchner Bürger sollten den Aufständischen dann den Zutritt zur Stadt ermöglichen und sie bei eventuellen Kämpfen unterstützen. Mit dieser Aktion sollten die Österreicher so überrascht werden, dass die Übernahme der Residenzstadt München weitgehend unblutig verläuft.
Allerdings beteiligten sich an dem Marsch auf München weniger Oberländer als von den Initiatoren erwartet, zudem wollte keiner die Verantwortung übernehmen und den Zug führen. Schließlich kam auch noch die Botschaft, die Österreicher seien misstrauisch geworden, woraufhin sich einige für eine Umkehr aussprachen. Dies wurde aber durch einen harten Kern, darunter auch der Jäger-Adam, verhindert. Viele nahmen aber doch noch die letzte Gelegenheit wahr und verschwanden. Hinzu kam, dass der Pfleger von Starnberg nach München ritt, um den Österreichern Bericht zu erstatten. Trotzdem entschloss man sich zum Angriff auf München. Aber sogar die Münchner ließen die anrückenden Oberländer im Stich; ein einziger nur erfüllte die Absprachen. Die Oberländer liefen also in ein Massaker, später bekannt geworden als die Sendlinger Mordweihnacht.
Adam Schöttl gelang wie nur wenig anderen die Flucht. Er zog sich vermutlich wieder in die ihm vertraute Bergregion von Fall zurück. Mit dem Frieden kehrte 1715 Kurfürst Max Emanuel nach Bayern zurück, woraufhin sich auch Schöttl wieder frei bewegen konnte und als kurfürstlicher Förster in Höhenkirchen tätig wurde. Dort starb er am 13. Februar 1727.

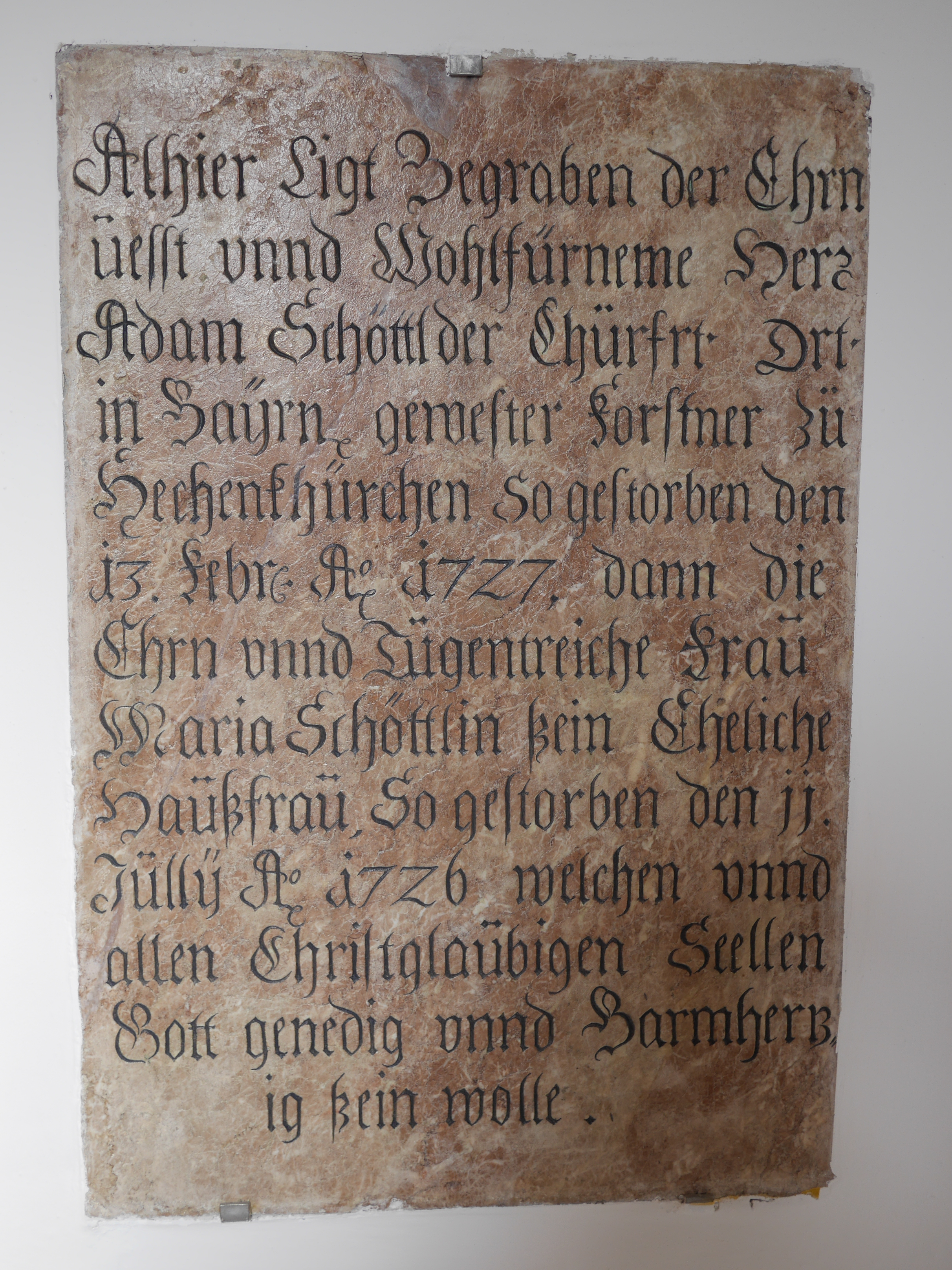
Grabmal von Adam und Maria Schöttl in Höhenkirchen

Er ist begraben im Turmerdgeschoss der katholischen Pfarrkirche Mariä Geburt in Höhenkirchen. Die Grabplatte ist nicht öffentlich zugänglich.

## Gedenken
Die Gemeinde Höhenkirchen-Siegertsbrunn hat Schöttl durch eine Straßenbenennung (Jäger-Schöttl-Straße) ein ehrendes Gedenken bewahrt. Hierzu wurde ein entsprechender Gemeinderatsbeschluss im Frühjahr 2007 gefasst. Auch die Landeshauptstadt München (Stadtbezirk Sendling) und die Gemeinde Lenggries (Ortsteil Fall) haben ihm eine Straße, jeweils Schöttlstraße benannt, gewidmet.

## Darstellung
Eine Darstellung Adam Schöttls existiert auf einer Votivtafel. In der Vorhalle der Heuwinklkapelle bei Iffeldorf befindet sich eine Kopie dieser Tafel mit der Entstehungsgeschichte der Kapelle. Der Gelöbnistext hat folgenden Wortlaut: „Der gewenedeitisten JunckhFrauen Maria auf den Hey Bichl hab ich Adam Schöttl, OberJäger zue MittenWaldt und Maria, mein Hausfrau dise Taffl zur shuldigen danckhsagung hie her machen lassen, so uns durch die selligiste vorbitt in villen gefahrn ist geholffen worden. Anno 1694“. Das Ehepaar kniet auf der Votivtafel vor einer ausgehöhlten Eiche, in der sich das Gnadenbild befindet.